# Step Głodowy
Step Głodowy – równina we wschodnim Uzbekistanie i południowym Kazachstanie, na Nizinie Turańskiej. Położony na lewym brzegu Syr-darii, na zachód od Kotliny Fergańskiej. W regionie uprawiana jest bawełna, dzięki sztucznemu nawadnianiu. Na równinie hodowane są również owce karakułowe.